# Екваторіальна Африка

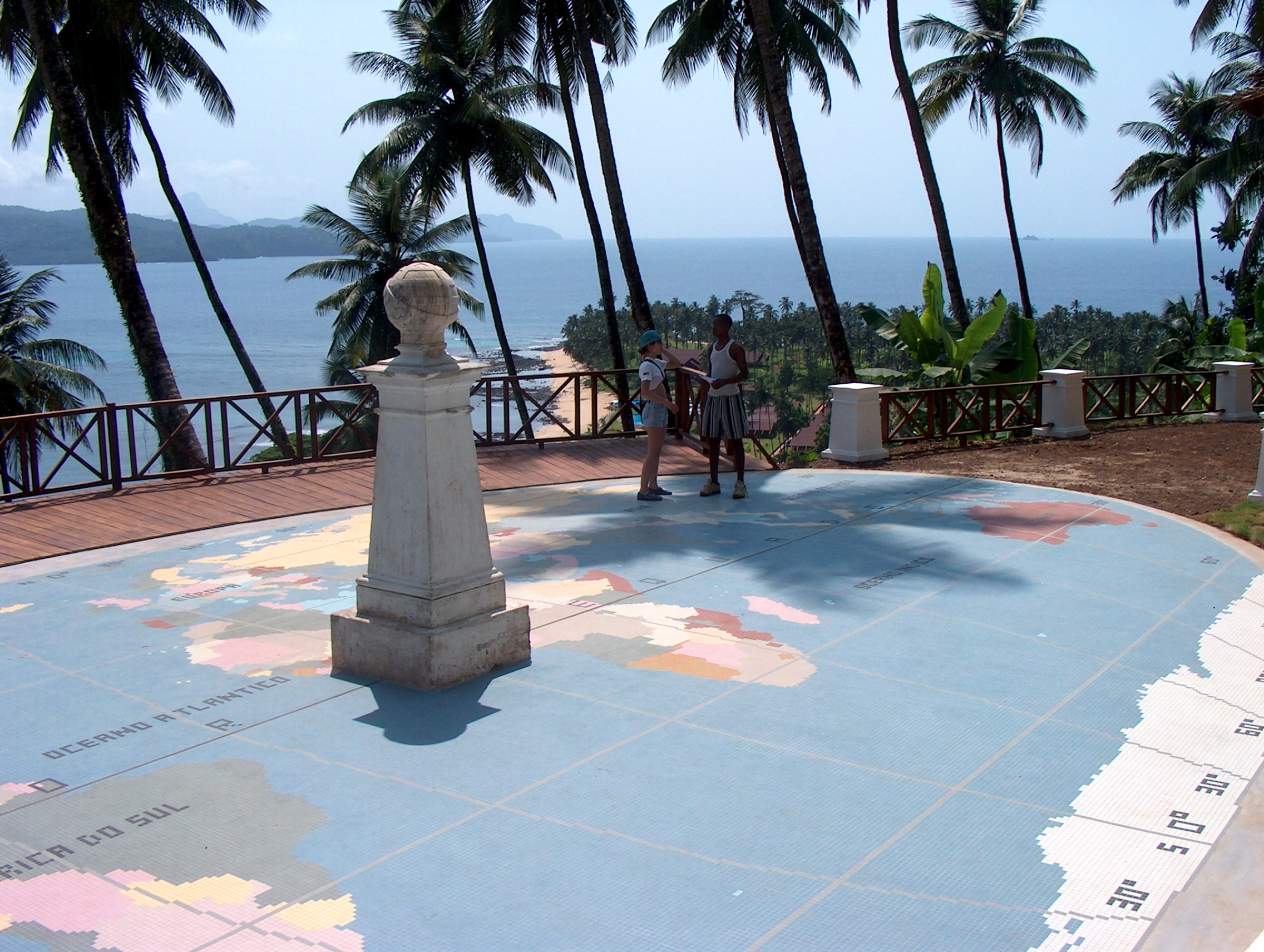
На туристичних маршрутах часто відмічають лінію екватора

Екваторіальна Африка  — неоднозначний термін, який іноді вживають для позначення екваторіального регіону (регіону, що знаходиться поруч з екватором) Субсахарської Африки.
Французька Екваторіальна Африка (Afrique Équatoriale Française; AEF) була Федерацією чотирьох французьких колоніальних володінь (Габон, Середнє Конго (нині Республіка Конго), Убангі-Шарі (тепер Центральноафриканська Республіка) і Чад) з 1910 по 1959 рік.
Африканські країни, через які проходить екватор :
- Сан-Томе і Принсіпі
- Габон
- Республіка Конго
- ДР Конго
- Уганда
- Кенія
- Сомалі
- Екваторіальна Гвінея
- Камерун
- Центральноафриканська Республіка
- Руанда
- Бурунді
- Ефіопія